# Dubai Marina

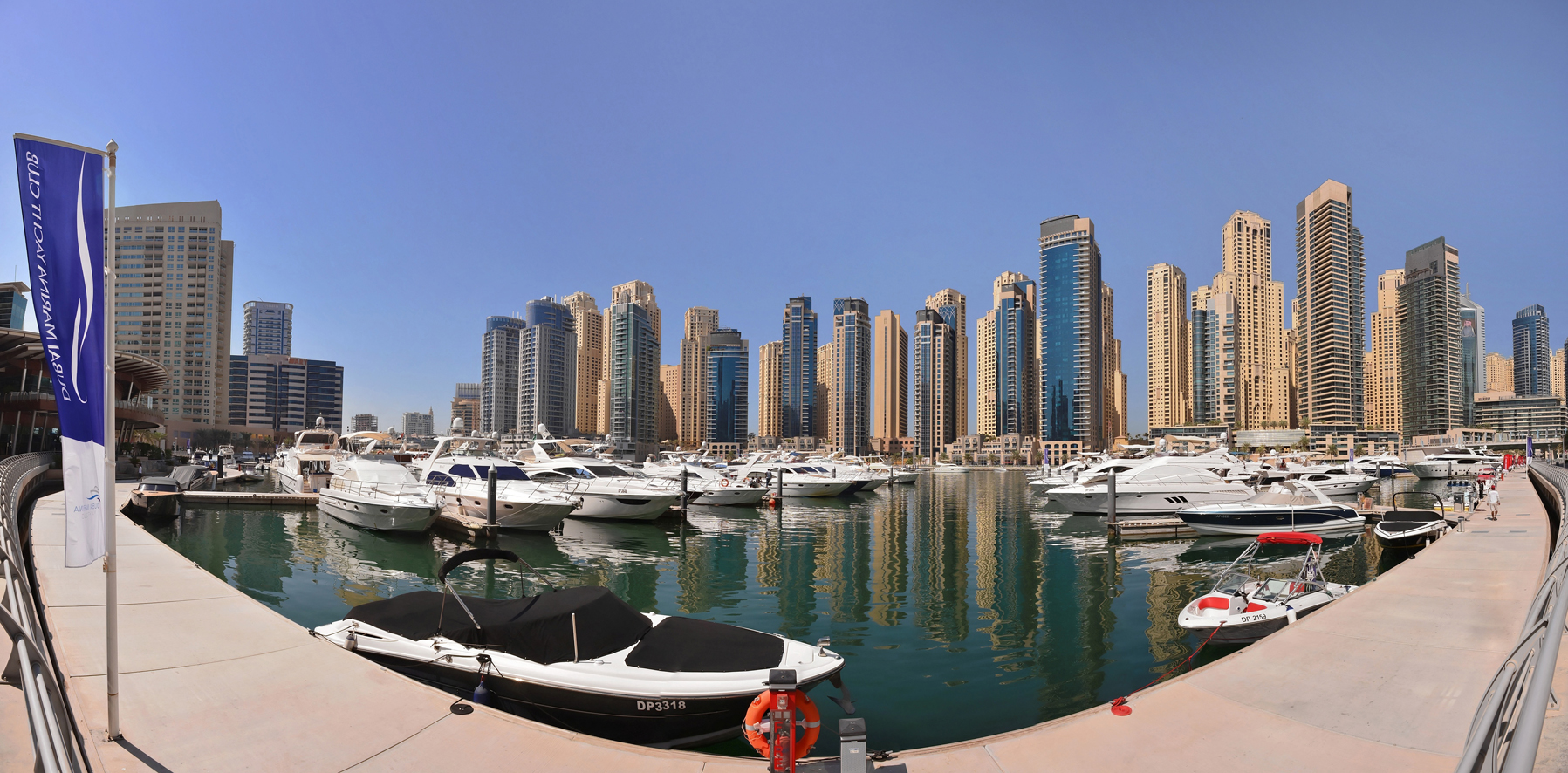
Panorama da região

Dubai Marina (em árabe: مرسى دبي) é um bairro na cidade de Dubai, nos Emirados Árabes Unidos. É uma cidade planejada feita ao redor de um canal artificial, construído ao longo de um trecho de três quilômetros ao longo da costa do Golfo Pérsico.
Quando todo o projeto estiver completo, irá acomodar mais de 120 mil pessoas em torres residenciais e moradias. Está localizado entre o porto de Jebel Ali e a área que abriga a Dubai Internet City, a Dubai Media City e a Universidade Americana de Dubai.
A primeira fase do projeto está concluída. Dubai Marina foi inspirado no projeto "Concord Pacific Place" em False Creek, Vancouver, no Canadá.